# Педагогические отряды
Педагогические отряды — объединения работников детского оздоровительного лагеря или молодежные общественно-педагогические сообщества (проводят программы для детей в каникулярный период), проводят внешкольную работу с детьми. Участники педагогических отрядов (молодежных общественно-педагогических объединений) называют себя вожатыми, ведущими, комиссарами, бойцами, мастерами и т. д.

## История
Движение педагогических отрядов «выросло» из коммунарского движения 1960-х годов и первоначально активно использовало наработанную коммунарами методику организации коллективных творческих дел (КТД), на основе новаторских идей Игоря Петровича Иванова.
История движения педагогических отрядов начинается с 1966 года, когда появились первый студенческий педагогический отряд «Труверы» [Трув’эры] на базе Иркутского педагогического университета и только спустя 5 лет (в 1971 году) появились Экспериментальный студенческий педагогический отряд «Форпост культуры им. С. Т. Шацкого» Московского государственного педагогического института им. В. И. Ленина, который приступил к работе в клубе по месту жительства в московском микрорайоне Лужники, педагогический отряд Челябинского государственного педагогического университета «ЛУЧ». Инициативу поддержали студенты Волгограда, Казани, Баку, Горького и других городов. И в середине восьмидесятых годов XX века по всей стране в движении педагогических отрядов участвовало уже более 60 000 студентов. Этому во многом способствовала творческая атмосфера в самих отрядах, множество профильных смен в детских лагерях, песенные фестивали и конкурсы самодеятельности.